# Short Title Catalogus Vlaanderen
De Short Title Catalogus Vlaanderen (STCV) is een online retrospectieve bibliografie van boeken die vóór 1801 gedrukt werden op het grondgebied van het huidige Vlaanderen (inclusief Brussel). Het project wordt uitgevoerd door de Vlaamse Erfgoedbibliotheek. Omwille van de grote omvang gebeurt de opmaak van de bibliografie stapsgewijs. De bedoeling is om uiteindelijk alle drukwerk van vóór 1801 in één databank te beschrijven, maar het merendeel van de exemplaren die tot nu toe al beschreven zijn komt uit de zeventiende eeuw en achttiende eeuw. De databank is gratis te raadplegen via het internet en biedt op die manier heel wat mogelijkheden om de geschiedenis van het handgedrukte boek in de Zuidelijke Nederlanden te bestuderen.

## Ontstaan

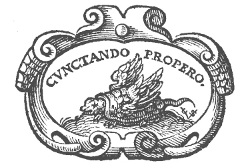
Als logo koos STCV het drukkersmerk van Hendrik van Haestens.

De STCV werd in 2000 opgezet volgens het model van het Nederlandse project Short Title Catalogue Netherlands (STCN). In een eerste fase (van 2000 tot 2003) werd enkel het Nederlandstalige drukwerk opgenomen. Tijdens de tweede fase, die van 2004 tot 2007 liep, werd de database ook uitgebreid met niet-Nederlandstalige boeken. Deze fase werd gesubsidieerd door de Vlaamse Gemeenschap in het kader van het Archiefdecreet. Sinds september 2009 is het STCV-project opgenomen in de vzw Vlaamse Erfgoedbibliotheek, een consortium van zes Vlaamse bibliotheken met belangrijke erfgoedcollecties.

## Vorderingen
Intussen is al een groot gedeelte opgenomen van het boekenbezit van de Erfgoedbibliotheek Hendrik Conscience (Antwerpen), de Universiteitsbibliotheek Antwerpen, de Universiteitsbibliotheek Gent, de Universiteitsbibliotheek Leuven, de Provinciale Bibliotheek Limburg (Hasselt), de Openbare Bibliotheek Brugge, de stadsarchieven van Oudenaarde en Turnhout, het Museum Plantin Moretus (Antwerpen) en de Folger Shakespeare Library (Washington, D.C.). De volgende collecties werden al volledig verwerkt: stadsarchief Mechelen, Koninklijk Museum voor Schone Kunsten Antwerpen (KMSKA), DIVA Antwerp Home of Diamonds (Antwerpen), Corpus Christianorum (Turnhout) en het Nationaal Museum van de Speelkaart (Turnhout).
De STCV bevat momenteel (juni 2023) meer dan 28.500 beschrijvingen.